# Sant Pere de Mas del Gras
Sant Pere de Mas del Gras és una església amb elements neoclàssics del Pont de Suert (Alta Ribagorça) inclosa a l'Inventari del Patrimoni Arquitectònic de Catalunya.

## Descripció
Capella d'una nau amb volta d'arestós. La petita porta amb arc de mig punt té un òcul a sobre i una senzilla espadanya que remata la façana principal. La coberta és a dues vessants.
Forma part de les quatre edificacions que componen el Mas Gras, enlairada sobre un turonet, al costat d'un característic paller amb costers de fusta.